# Ancien couvent des Ursulines de Quimperlé
Pour les articles homonymes, voir Couvent des Ursulines.
L’ancien couvent des Ursulines de Quimperlé est un bâtiment situé dans le Finistère (France). Il fait office d'établissement religieux de 1665 à 1905, puis devient le collège Jules Ferry depuis 1946.

## Histoire

### Construction
Les Ursulines arrivent à Quimperlé dès 1652, mais d'abord en basse-ville dans le quartier du Gorrequer, à la suite de lettres patentes de Louis XIV et l'approbation de l'évêque de Cornouaille Mgr du Louët, de l'abbé de Sainte-Croix et de la communauté de la ville. Après un incendie ayant eu lieu près d'une dizaine d'années plus tard, les religieuses se déplacent vers la haute-ville et s'installent sur le terrain, de l'ancienne métairie du Bel-Air, appartenant à Claude de Kerouartz, qui en avait fait l'acquisition en 1665.
La construction de la chapelle débute dès 1667, avec l'apport financier des familles (influentes localement à l'époque) Penfeunteunyo et Lohéac, et se termine en 1674 avec la réalisation sommaire des bâtiments du couvent afin que les sœurs commencent à apporter un enseignement auprès des jeunes filles. Ces travaux sont estimés à plus de 60 500 livres. En 1683, les parties supérieures du couvent sont détruites dans un incendie et reconstruite à l'identique entre 1684 et 1689.
Trente-cinq ans plus tard, en 1720, l'aile ouest contenant : le cloître, le réfectoire et les dortoirs, ainsi que le pavillon sud-ouest est construite, pour plus de 37 000 livres. De 1733 à la révolution, des anciens bâtiments de la ferme du Bel-Air sont réhabilités, pour offrir jusqu'à 15 hectares de surface de domaine, avec des jardins, des vergers et des dépendances agricoles.

### À la révolution française
Durant la décennie de la révolution française en 1790, les Ursulines sont incarcérées jusqu'à la chute de Robespierre. En 1793, le couvent est vendu comme bien national. Il est utilisé pour le stockage de fourrage, de caserne et d'hôpital militaire. Au début des années 1800, le notable et maire de la ville, Jean-François Mancel rachète les bâtiments et les restitue aux Ursulines.
En 1846, le cloître est équipé de baies vitrées. En 1856, il est décoré avec des voûtes factices, réalisées par le plâtrier local, Brévini père. En 1865, d'après les plans de l'architecte diocésain Joseph Bigot, l'aile sud est érigée, avec l'emploi du granite de Baye et Pont-Aven, et vingt-trois ans plus tard, une aile perpendiculaire au sud-est est ajoutée en 1888. Le dernier agrandissement date de 1895 avec la réalisation d'une aile à l'est du cloître.

### Au début duXXesiècle
En application de la loi de séparation des Églises et de l'État de 1905, interdisant les congrégations enseignantes, les Ursulines sont expulsées le 3 avril 1907 et le couvent devient une école élémentaire et supérieure pour filles. Les religieuses se réfugient à Kerbertrand où elles vivent encore aujourd'hui.
Après 1920, la destruction de la ferme du Bel-Air entraîne la création de parcelles pour viabiliser la vente du domaine. Cette démarche administrative permet d'effectuer la construction d'un nouveau quartier à côté de la place Saint-Michel et de la gare ferroviaire. Alors que le secteur mis à la vente s'urbanise entre 1925 et 1935, la municipalité vend des objets de la chapelle aux antiquaires et précédentes propriétaires : les Ursulines rachètent certaines boiseries ayant été confisquées.

### Pendant la Seconde Guerre mondiale
L'ancien couvent sert de caserne aux troupes allemandes, à l'organisation Todt et la Gestapo sous l'occupation. Représentant essentiellement des résistants, des prisonniers sont incarcérés et torturés dans les sous-sols. Lors de la libération, des collabos sont emprisonnés à leur tour dans les sous-sols des bâtiments.

### L'après-guerre
Après la guerre, l'ancien couvent retrouve sa place de lieu d'enseignement public. En 1994, à la suite de l'ouverture du salle des Cordiers à quelques centaines de mètres, la chapelle, après avoir servi de gymnase, est réutilisée en tant que lieu d'exposition dès 1996. La mairie récupère alors la propriété de la chapelle alors que le conseil général du Finistère garde pour le collège Jules Ferry le reste des bâtiments.
L'ancien couvent bénéficie en 1927 et 1986 d'inscriptions au titre des monuments historiques pour sa chapelle, sa porte monumentale et les anciens bâtiments conventuels.
En 2003, avec le concours du Conseil général du Finistère et de la SAFI, la partie collège est rénovée et une verrière est installée le long de l'aile perpendiculaire au sud-est. Un bâtiment contemporain est construit en continuité de cette aile pour abriter le service de restauration. Des aménagements sont réalisés pour faciliter l'accès aux personnes à mobilité réduite, dont un ascenseur et des surfaces podotactiles.

## Utilisations actuelles

### En établissement public: le collège Jules-Ferry
L'ensemble des bâtiments présents aujourd'hui, à l'exception de la chapelle, sont encore destinés à l'enseignement, à travers le collège Jules Ferry. Il accueille 400 élèves de la 6e à la 3e avec deux classes ULIS et une UPE2A. Un internat de trente places est aussi présent dans le bâtiment qui date de 2003, abritant aussi le service restauration. Cet établissement fait partie de l'Académie de Rennes et est le collège de secteur pour Quimperlé nord, Mellac et Querrien.

### En lieu d'exposition
Depuis 1996, la chapelle est utilisée en lieu d'exposition d'art moderne à l'initiative d'Alain Pennec, adjoint au maire de Quimperlé et consacré à la fonction de la culture. La première exposition met à l'honneur 70 œuvres du peintre breton Pierre Tal Coat, pour un budget de 348 000 FRF (81 146,64 EUR2023).
Des dizaines d'autres expositions ont suivi, comme en 2017, l'exposition de Yann Kersalé, qui est visitée par plus de 14 000 personnes, ou encore l'exposition de Miles Hyman en 2018, avec un budget de 70 000 €, qui a attiré près de 19 000 personnes.
Le collège et la chapelle, et certaines années, les cachots, sont visitables à l'occasion des journées européenne du patrimoine.

## Galerie

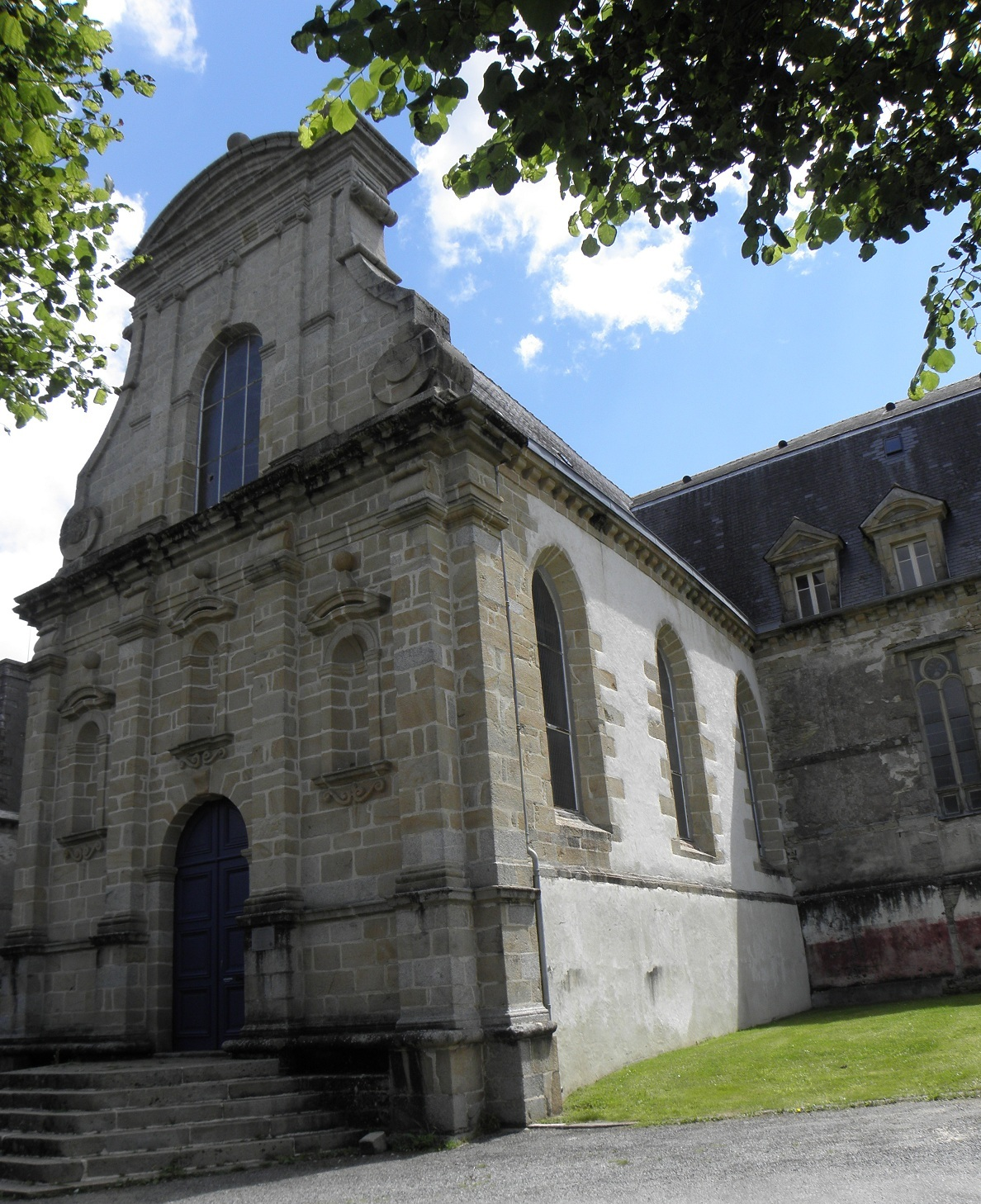
Le devant de la chapelle vue en contre-plongée.
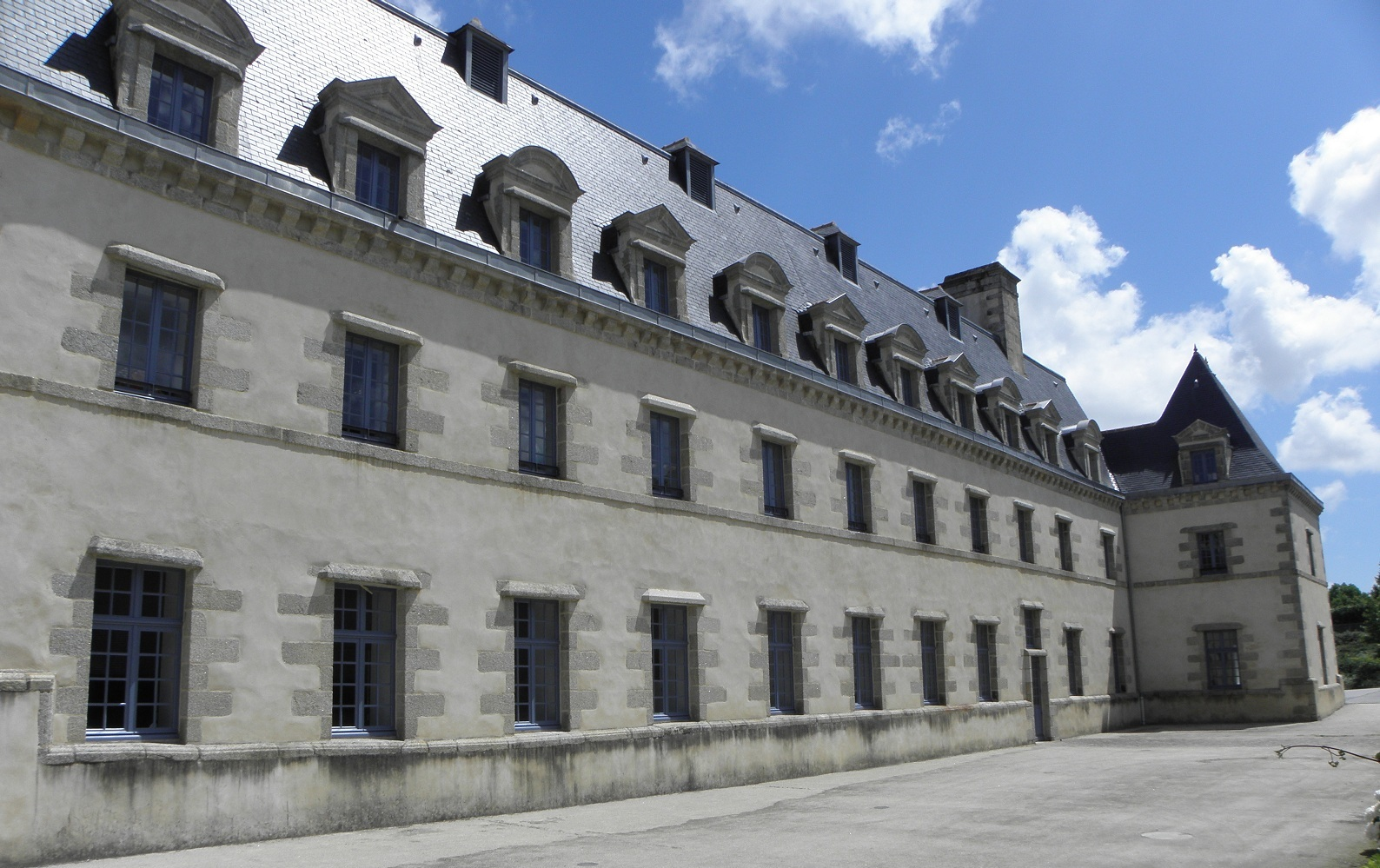
L'aile construite en 1720, vue depuis le nord-ouest.
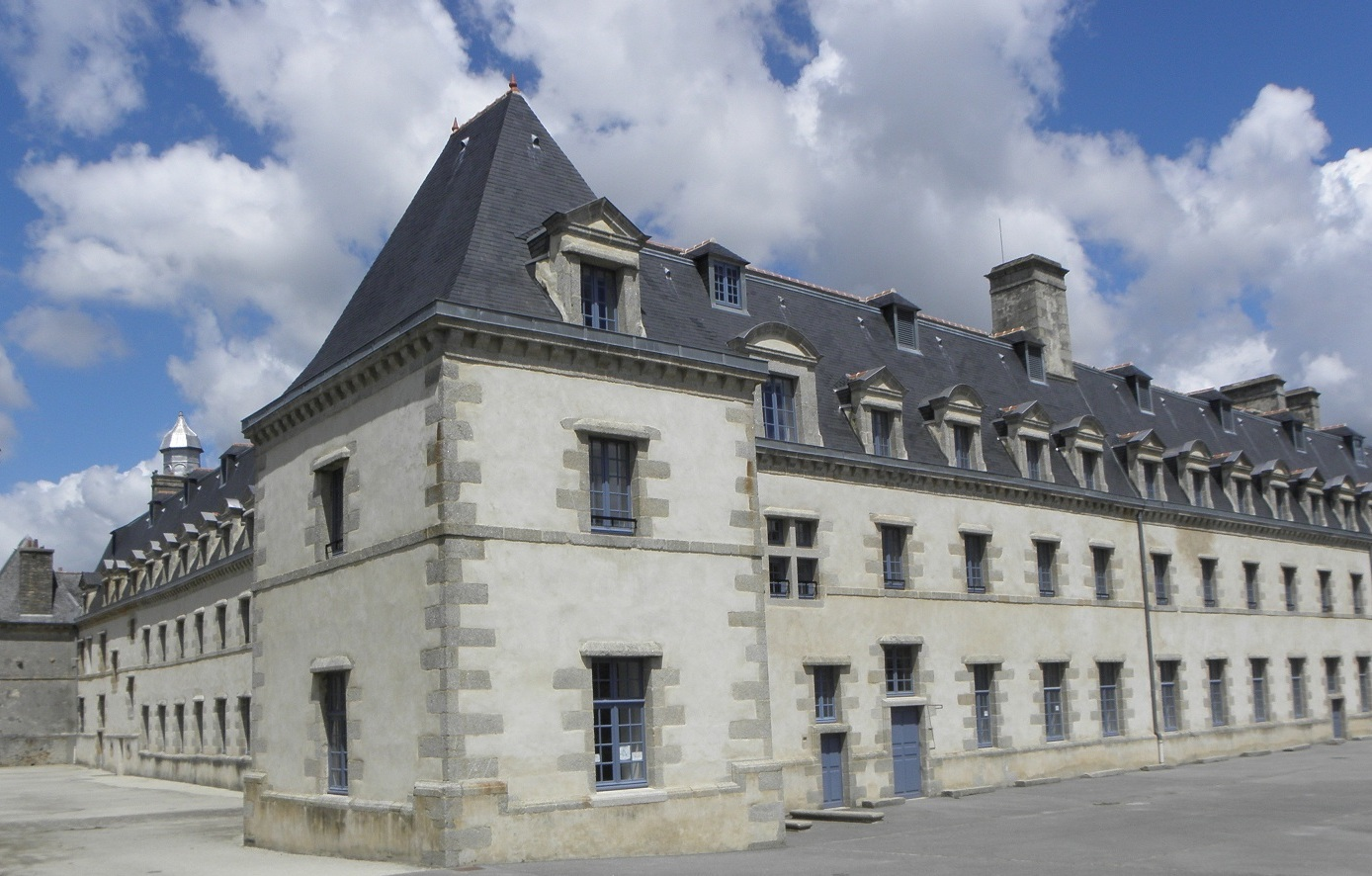
À gauche, l'aile de 1720, et à droite celle de 1888.